# Morgan (Adelsgeschlecht)

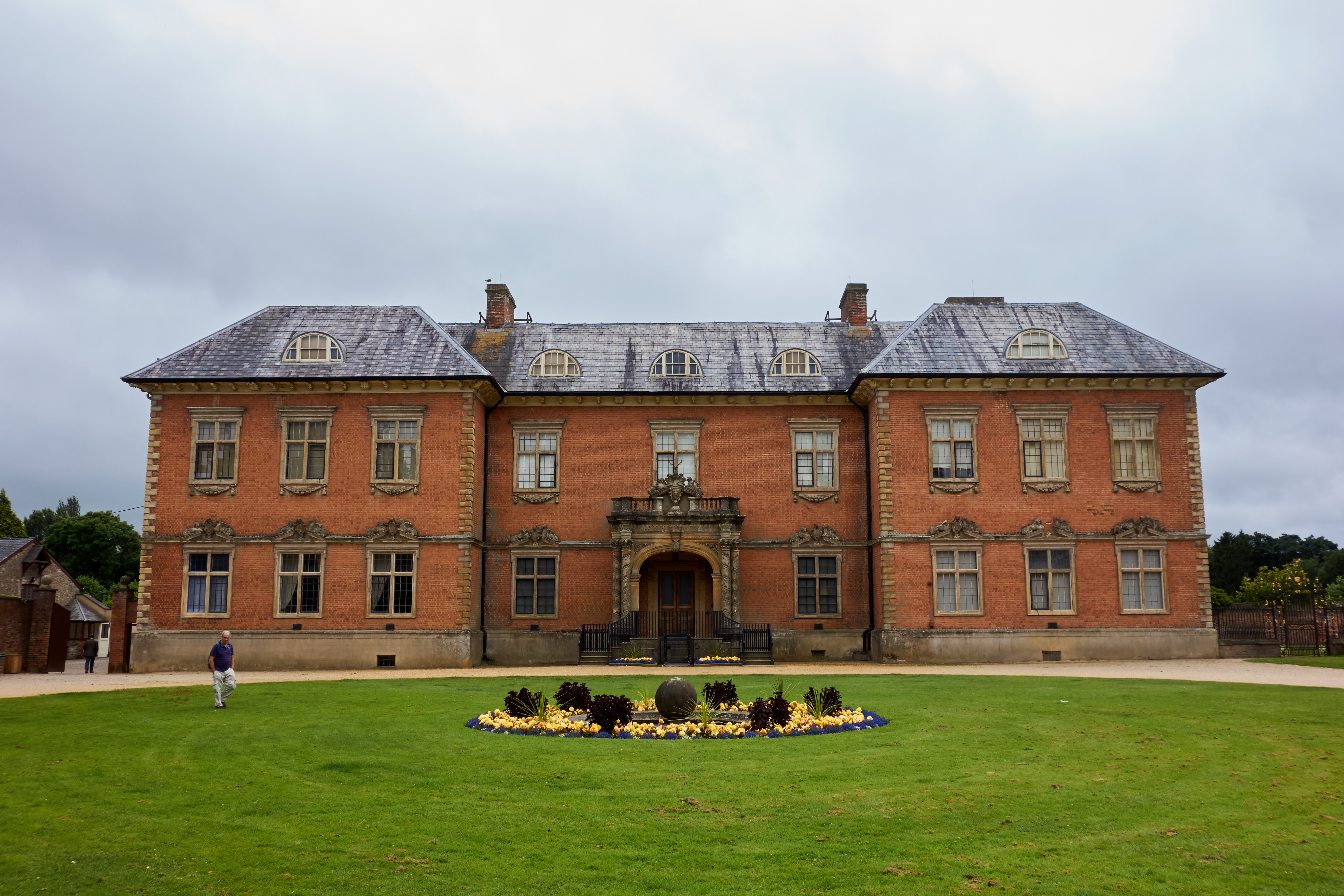
Tredegar House bei Newport, das vom frühen 15. Jahrhundert bis zur Mitte des 20. Jahrhunderts Hauptsitz der Familie war

Die Familie Morgan war eine Familie der Gentry aus Wales. Spätestens ab 1402 diente Tredegar House bei Newport als Hauptsitz der Familie. Vom 16. bis zum Beginn des 20. Jahrhunderts wurden zahlreiche Mitglieder der Familie als Abgeordnete für das House of Commons gewählt, dazu führten Mitglieder der Familie ab 1859 den Titel Baron Tredegar sowie zeitweise den Titel Viscount Tredegar. 1962 starb die Hauptlinie der Familie, die Familie Morgan of Tredegar, in männlicher Linie aus.

## Die Familie bis zum Ende des Mittelalters
Die Familie Morgan führte ihre Abstammung auf Cadifor Fawr, einen 1089 gestorbenen walisischen Lord von Cilsant zurück. Dessen Nachfahre Llywelyn ab Ifor heiratete im 14. Jahrhundert Angharad, die Tochter und Erbin von Morgan ap Maredudd. Mit ihr hatte er mindestens drei Söhne, von denen Morgan die Familie mit Besitzungen bei Tredegar und St Clears, Ifor Hael eine Familie mit Besitzungen bei Gwern-y-Clepa und Philip eine Familie mit Besitzungen bei Lewis of St Pierre begründete. Morgans Enkel Sir John Morgan war ein wichtiger Unterstützer von Henry Tudor, als dieser zum Ende der Rosenkriege in Wales landete. Dieser belohnte ihn, nachdem er König geworden war, mit Besitzungen und Ämtern in Wales.

## Die Familie Morgan of Tredegar vom Ende des 16. Jahrhunderts bis 1792
1578 starb Miles Morgan, der letzte männliche Angehörige der Hauptlinie von Tredegar. Er hatte seinen Schwager und Cousin Thomas Morgan of Machen als Erben eingesetzt. Sein jüngerer Bruder Henry Morgan begründete eine Nebenlinie in Llanrumney, nachdem bereits drei jüngere Brüder seines Vaters Rowland Morgan Nebenlinien der Familien begründet hatten. Thomas Morgan vertrat von 1588 bis 1589 als Knight of the Shire Monmouthshire im House of Commons, sein Sohn und Erbe Sir William Morgan von 1624 bis 1625. Dessen ältester Sohn aus seiner ersten Ehe, Thomas Morgan wurde 1640 als Vertreter von Monmouthshire im Short Parliament gewählt. Während des Bürgerkriegs unterstützte er zunächst die Royalisten, doch 1645 wechselte er offenbar auf die Seite des Parlaments. Sein jüngerer Bruder William Morgan war von 1628 bis 1629 Abgeordneter für Monmouth und begründete eine Nebenlinie der Familie in Rhymney. William Morgan, der Erbe von Thomas Morgan, war ebenfalls Abgeordneter im House of Commons. Durch die Heirat mit seiner Cousine Blanche Morgan erwarb er umfangreichen Landbesitz in Brecknockshire. Sein Sohn John Morgan war zu Beginn des 18. Jahrhunderts ein überzeugter Unterstützer der Whigs und von 1701 bis zu seinem Tod Abgeordneter für Monmouthshire. Er erbte 1715 von seinem Onkel John Morgan das Gut von Gwynllŵg, dass dieser 1710 gekauft hatte. Auch William Morgan, der älteste Sohn von John Morgan, und dessen Sohn William Morgan wurden als Abgeordnete für Monmouthshire gewählt. Die Familie erreichte ab dem 18. Jahrhundert erheblichen politischen, wirtschaftlichen und gesellschaftlichen Einfluss in Südostwales und vor allem in Newport. Zeitweise gehörten der Familie mehr als 214 km² Grundbesitz in Südostwales. Während der industriellen Revolution investierte die Familie dazu in Bergwerke, errichtete den Monmouthshire and Brecon Canal und verpachtete Land für die Errichtung von Bergwerken oder Stahlwerke. Insgesamt fünfzehn Mitglieder der Familie Morgan of Tredegar dienten als High Sheriffs und zweiundzwanzig wurden als Abgeordnete für das House of Commons gewählt.
Ob der Freibeuter Henry Morgan von der Familie aus Tredegar abstammte, kann nicht belegt werden.

## Die Morgans of Langstone
Die Nachfahren von Philip, einem jüngeren Sohn von Llywelyn ap Morgan, erlangten ab dem 16. Jahrhundert größere Bedeutung. Die Familie besaß Besitzungen in Monmouthshire, darunter Langstone und Pencoed. Zwei Söhne von William Morgan of Pencoed († 1542), Sir Thomas Morgan und Giles Morgan wurden 1547 als Abgeordnete für Monmouthshire bzw. Monmouth gewählt. Sir William Morgan, ein Sohn von Thomas, kämpfte als Militär auf protestantischer Seite im Niederländischen Unabhängigkeitskrieg und in Irland. 1572 wurde er als Abgeordneter für Monmouthshire gewählt. Mit seinem kinderlosen Tod erlosch diese Nebenlinie, die Besitzungen fielen an die verwandte Linie der Morgans of Llantarnam.

## Die Morgans of Llantarnam

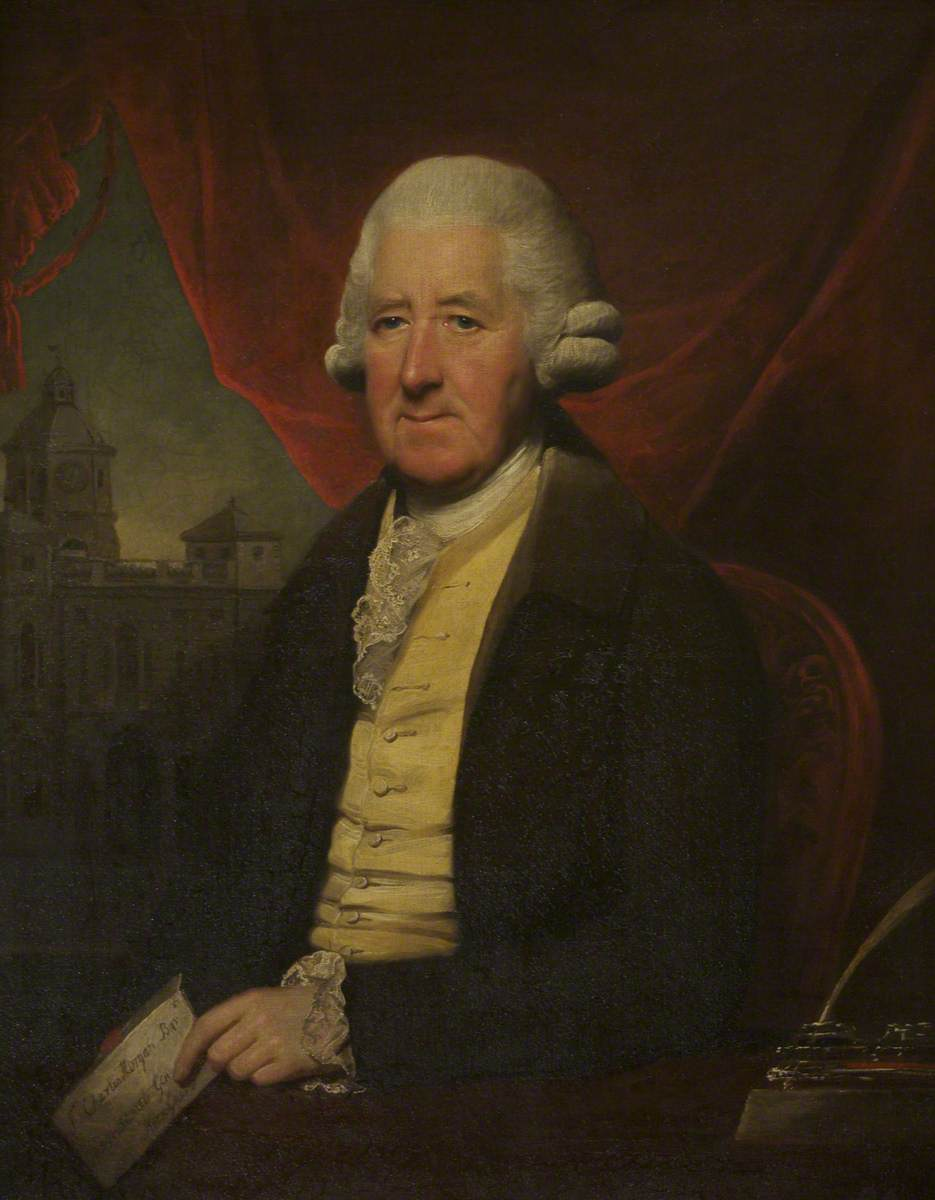
Charles Gould, der Erbe von Tredegar, wurde zum Baronet erhoben und nahm den Namen Morgan an. Gemälde von 1792

William Morgan, ein Sohn von John Morgan († 1524/25) aus Caerleon und Cousin von Thomas und Giles Morgan aus Langstone, erwarb 1561 die Besitzungen der aufgelösten Llantarnam Abbey. Er wurde dreimal als Abgeordneter für Monmouthshire gewählt, blieb jedoch insgeheim ein Katholik. Sein Sohn Edward Morgan wechselte dagegen zum protestantischen Glauben und wurde zweimal als Abgeordneter gewählt, doch zu Beginn des 17. Jahrhunderts wurde er als Recusant, als Katholik, der die Church of England ablehnt, verdächtigt. Er musste hohe Geldstrafen zahlen und verlor seinen politischen Einfluss. Sein Sohn und Erbe Thomas Morgan wurde durch seine Heirat mit Frances, einer Tochter von Edward Somerset, 4. Earl of Worcester in die katholische Opposition verwickelt. Dessen Sohn Edward Morgan wurde 1642 zum Baronet erhoben und unterstützte während des Bürgerkriegs die Royalisten, worauf sein Besitz beschlagnahmt wurde. Sein Sohn Edward Morgan, 2. Baronet konvertierte zum Protestantismus. Daraufhin erhielt die Familie die Besitzungen zurück und sein Sohn Edward Morgan, 3. Baronet wurde 1680 und 1681 wieder als Abgeordneter für Monmouthshire gewählt. Er starb bereits 1682 ohne männliche Nachkommen. Seine Tochter Frances erbte seinen Besitzungen, sie heiratete Edmund Bray. Der Titel Baronet fiel an Morgans Großcousin James Morgan, 4. Baronet. Dieser blieb als überzeugter Katholik nach der Glorious Revolution ohne politische Bedeutung. Er starb kinderlos vor 1727, womit der Titel erlosch.

## Die Hauptlinie der Familie in Tredegar von 1792 bis 1962
Mit John Morgan war die Hauptlinie der Familie in Tredegar in männlicher Erbfolge ausgestorben. Der gewaltige Besitz fiel an Charles Gould, der Morgans Schwester Jane Morgan geheiratet hatte. Charles Gould war ebenfalls Abgeordneter im House of Commons und wurde 1792 zum Baronet erhoben, worauf er den Namen Morgan annahm. Sein Erbe wurde sein Sohn Charles Morgan, 2. Baronet. Dessen ältester Sohn Charles Morgan wurde 1859 zum Baron Tredegar erhoben. Sein zweiter Sohn Godfrey Morgan erbte den Titel und wurde 1905 zum Viscount Tredegar erhoben. Mit seinem kinderlosen Tod 1913 erlosch dieser Titel, während sein Neffe Courtenay Morgan den Titel Baron Tredegar erbte. Er wurde 1926 zum Viscount Tredegar erhoben. Dieser Titel erlosch 1949 mit dem kinderlosen Tod seines Sohns Evan Morgan. Den Titel Baron Tredegar erbte sein Onkel Frederic Morgan. Dessen Sohn John Morgan verkaufte Tredegar House, mit seinem kinderlosen Tod 1962 erloschen die Hauptlinie der Familie und der Titel Baron Tredegar.

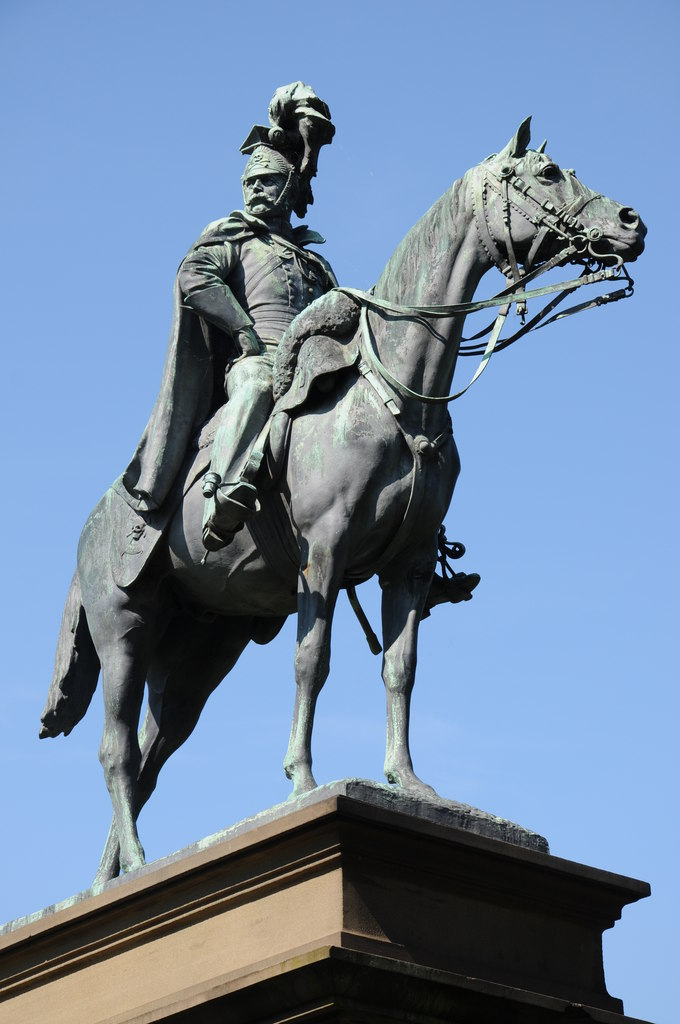
Reiterdenkmal für Godfrey Morgan, 1. Viscount Tredegar in Cardiff

## Stammliste (Auswahl)

### Vom 14. Jahrhundert bis ins 16. Jahrhundert
1. Llywelyn ab Ifor ⚭ Angharad
  1. Morgan of Tredegar († zwischen 1375 und 1387)
    1. Llywelyn ap Morgan ⚭ Jonnet Vaughan
      1. Jevan
        1. Sir John Morgan († um 1492)
          1. John Morgan († um 1513) ⚭ Elizabeth
            1. William Morgan († 1569)
            2. John Morgan ⚭ Jonet Mathew
              1. Miles Morgan († 1572) ⚭ Catherine Morgan of Machen

          2. Thomas Morgan of Machen ⚭ Elizabeth Vaughan
            1. Rowland Morgan († nach 1580)
              1. Catherine Morgan
              2. Thomas Morgan (um 1534–1603) (Nachfahren siehe unten)
              3. Henry Morgan of Llanrhymney

            2. Reynold Morgan of Llanvedw
            3. John Morgan of Bassaleg
            4. Edmund Morgan of Penllywn-sarth

      2. Philip, Ahnherr der Familien Morgan of Langstone und Morgan of Llantarnam

  2. Ifor Hael
  3. Philip

### Vom 16. Jahrhundert bis 1962
1. Thomas Morgan (um 1534–1603) ⚭ Elizabeth Bodenham
  1. William Morgan (1567–1652) ⚭ (1) Elizabeth Winter; ⚭ (2) Bridget Morgan
    1. (1) Thomas Morgan of Machen († 1664) ⚭ (1) Rachel Hopton ⚭ (2) Elizabeth Windham
      1. (2) William Morgan (um 1640–1680) ⚭ Blanche Morgan
        1. Thomas Morgan (1664–1700) ⚭ Martha Mansel
        2. John Morgan (1671–1720) ⚭ Martha Vaughan
          1. William Morgan (1700–1731) ⚭ Rachel Cavendish
            1. William Morgan (1725–1763)

          2. Thomas Morgan (1702–1769) ⚭ Jane Colchester
            1. Thomas Morgan (1727–1771)
            2. Charles Morgan (1736–1787) ⚭ Mary Parry
            3. John Morgan (1742–1792) ⚭ Louisa Burt
            4. Jane Morgan ⚭ Charles Gould († 1806)
              1. Charles Morgan, 2. Baronet (1760–1846) ⚭ Mary Stoney
                1. Charles Morgan, 1. Baron Tredegar (1792–1875) ⚭ Rosamund Mundy
                  1. Charles Rodney Morgan (1828–1854)
                  2. Godfrey Charles Morgan, 1. Viscount Tredegar, 2. Baron Tredegar (1831–1913)
                  3. Frederick Courtenay Morgan (1834–1909) ⚭ Charlotte Williamson
                    1. Courtenay Morgan, 1. Viscount Tredegar, 3. Baron Tredegar (1867–1934) ⚭ Katherine Carnegie
                      1. Evan Morgan, 2. Viscount Tredegar, 4. Baron Tredegar (1893–1949) ⚭ (1) Lois Sturt; ⚭ (2) Olga Dolgorouky

                    2. Frederic Morgan, 5. Baron Tredegar (1873–1954) ⚭ Dorothy Syssylt 
                      1. John Morgan, 6. Baron Tredegar (1908–1962)

                2. Charles Octavius Swinnerton Morgan (1803–1888)

              2. George Gould Morgan (1794–1845)

      2. (2) John Morgan of Gwynllwg (um 1641–1715)

    2. (1) William Morgan of Rhymney (um 1600–1649)
    3. (2) Anthony Morgan († 1665)